# Agencia Pública de Puertos de Andalucía
La Agencia Pública de Puertos de Andalucía (APPA), heredera de la Empresa Pública de Puertos de Andalucía (EPPA) creada el 28 de diciembre de 1991, es una empresa pública dependiente de la Consejería de Fomento y Vivienda de la Junta de Andalucía, institución que sustenta el gobierno autonómico de la C. A. de Andalucía. Desde el 19 de diciembre de 2017, Dª Mariela Fernández-Bermejo es la Directora Gerente.

## Funciones
Tiene delegadas competencias en materia portuaria y de gestión de mercancías:
- Gestión de puertos.
- Planificación portuaria.
- Seguridad de operaciones y servicios en los puertos.
- Organización y asignación de usos según reglamentación urbanística en cada puerto.
- Gestión económica y financiera del sistema portuario autonómico.
- Fomento del tráfico portuario.
- El estudio, la formación y el fomento de la investigación en materias relacionadas con la economía, gestión, actividad y obras portuarias.
- La coordinación de los transportes marítimos y terrestres en los mismos puertos así como la gestión de las mercancías poniendo énfasis en la iniciativa privada para la gestión de mercancías.
- La cooperación en todos los ámbitos cuya competencia o actividad tengan incidencia portuaria.
- Según sus competencias portuarias realizar la gestión región en el Áreas de Transporte de Mercancías, especialmente a nivel autonómico.
- Facilitar y potenciar la intermodalidad del transporte de mercancías.
- Desarrollar la cooperación y coordinación en los ámbitos de las Áreas de Transportes de Mercancías, así como promover la participación de la iniciativa privada en su establecimiento y gestión.
- Desarrollar la organización de la gestión económica y financiera del sistema autonómico de Áreas de Transportes de Mercancías participadas por la Comunidad Autónoma, así como promover la eficiencia y la rentabilización global de los activos asignados.
- Desarrollar el estudio, la formación y el fomento de la investigación en materias relacionadas con la economía, gestión y actividad de «Áreas de Transporte de Mercancías».
- Fomentar la coordinación de transporte de mercancías a todos los niveles.

## Actividad
La APPA realiza su actividad en los 871 km de costa del litoral andaluz, y concretamente, de forma directa en 25 puertos deportivos y de forma indirecta en otros 12, con capacidad próxima a los 13 000 puntos de atraque. Los puertos andaluces que escapan de sus competencias son los que administra directamente Puertos de Interés General del Estado de Almería, Carboneras, Motril, Málaga, La Línea, Algeciras, Tarifa, Cádiz, Zona Franca de Cádiz, La Cabezuela, El Puerto de Santa María, Puerto Sherry y la Base Naval de Rota).
Interviene como colaborador en la regata Puertos de Andalucía que en 2009 celebra su XVI edición, prueba computable para el Campeonato de Andalucía de Cruceros.